# Beltrán-Leyva-Kartell
Das Beltrán-Leyva-Kartell (span: Cártel de los Beltrán Leyva) ist eine kriminelle Vereinigung aus Mexiko, die 2008 gegründet wurde und zu einem mächtigen mexikanischen Drogenkartell aufstieg, ehe es sich nach dem Tod ihres Anführers Marcos Arturo Beltrán-Leyva aufsplittete und fast vollständig zerschlagen wurde.

## Geschichte
Die vier Brüder Marcos Arturo, Alfredo, Carlos und Héctor Beltrán-Leyva gehörten seit den 1980er Jahren dem Sinaloa-Kartell an. Nach der Verhaftung von Alfredo Beltrán-Leyva (alias El Mochomo) im Januar 2008 beschuldigten sie seinen Cousin El Chapo, den Drogenboss des Sinaloa-Kartells, den Aufenthalt von Alfredo an die Polizei verraten zu haben. Sie rächten sich im Mai 2008 mit einem angeordneten Mord an Edgar Guzmán Lopez, dem Sohn von Guzman. Unter Führung von Marcos Arturo Beltrán-Leyva spalteten sie sich vom Sinaloa-Kartell ab und verbündeten sich mit Los Zetas. Daraufhin kam es in den nächsten zwei Jahren zu heftigen Kämpfen mit ihren früheren Partnern. 
Am 16. Dezember 2009 wurde Marcos Arturo Beltrán-Leyva bei einem Feuergefecht von der mexikanischen Marine erschossen. Sein Bruder Carlos Beltrán-Leyva wurde am 30. Dezember 2009 verhaftet. Diese Verluste an der Spitze des Beltrán-Leyva-Kartells lösten einen Kampf um die Nachfolge in der Organisation aus. Sie teilte sich in zwei Hauptfraktionen und mehrere Splittergruppen auf.
Eine Fraktion bildete sich um Héctor Beltrán Leyva (alias El H) und Sergio Enrique Villarreal (alias El Grande), die sich Cartel Pacifico Sur nennt. El Grande wurde am 12. September 2010 und El H wurde am 1. Oktober 2014 festgenommen.
Eine weitere Organisation bildete sich um Edgar Valdez Villareal (alias La Barbie), der ehemaligen rechten Hand von Arturo Beltrán-Leyva und um Óscar Osvaldo García Montoya (alias El Compayito), der die Gruppe Mano con Ojos gründete. Am 30. August 2010 wurde La Barbie von der Bundespolizei verhaftet.  und am 11. August 2011 El Compayito.
Im September 2016 konnte die Anführerin des Kartells Clara Elena Laborin festgenommen werden. Sie ist die Ehefrau des ehemaligen Chefs des Kartells Héctor Beltrán Leyva.
Am 9. Februar 2017 wurde Juan Francisco Patron Sánchez (alias H2) bei einer Operation der mexikanischen Marine in Tepic, Nayarit, zusammen mit sieben weiteren bewaffneten Mitgliedern getötet.
Bis zu acht Prozent der Mitglieder des Kartells sind (Stand März 2021) laut der mexikanischen Generalstaatsanwaltschaft Frauen.